# Аггёль (село)
Аггёль (азерб. Ağgöl; с середины 60-х по 1999 год — поселок имени Владимира Ильича Ленина) — село в Аггёльском административно-территориальном округе Акстафинского района Азербайджана.

## Этимология
Название происходит от слов «аг» (с азерб. — «белый») и «гёль» (с азерб. — «озеро»). Вероятно, название происходит от озера Джандари, на берегу которого располагается село.

## История
Село основано в начале 1950-х годов как поселок при животноводческом совхозе.
Согласно административному делению 1961 года поселок при Акстафинском овцесовхозе входил в Муганлинский сельсовет Казахского района Азербайджанской ССР, а к 1977 году поселок имени В. И. Ленина входил в Садыхлинский сельский совет этого же района.
24 апреля 1990 года поселок передан в состав новообразованного Акстафинского района.
5 октября 1999 года посёлок имени Ленина был снят с учета.
21 мая 2004 года фактическому населенному пункту в Беюк-Кясикском административно-территориальном округе был присвоен статус села и дано имя Аггёль. Этим же указом село Аггёль получило свой муниципалитет и административно-территориальный округ.

## География
Аггёль расположен на берегу озера Джандари.
Село находится в 49 км от райцентра Акстафа и в 495 км от Баку. Ближайшая железнодорожная станция — Беюк-Кясик.
Вблизи села находится хребет Беюк-Кясик (высшая точка — 333,7 м). Село находится на высоте 300 метров над уровнем моря.

## Население
Население преимущественно занимается подсобным хозяйством.

## Инфраструктура
В советское время в селе располагался животноводческое отделение Акстафинский животноводческий совхоз имени В. И. Ленина.
В селе расположены начальная школа и клуб.